# Hrabstwo Monona

Piramida wieku hrabstwa

Hrabstwo Monona (ang. Monona County) to hrabstwo w amerykańskim stanie Iowa. Hrabstwo zajmuje powierzchnię lądową 1 795,17 km². Według szacunków US Census Bureau w roku 2006 miało 9343 mieszkańców. Siedzibą hrabstwa jest Onawa.

## Miasta i miejscowości
| - Blencoe - Castana - Mapleton | - Moorhead - Onawa - Rodney | - Soldier - Turin | - Ute - Whiting |

## Drogi główne
- Interstate 29
- Iowa Highway 37
- Iowa Highway 141
- Iowa Highway 175
- Iowa Highway 183

## Sąsiednie hrabstwa
- Hrabstwo Woodbury
- Hrabstwo Crawford
- Hrabstwo Harrison
- Hrabstwo Burt
- Hrabstwo Thurston